# Wake Up (песма Хилари Даф)
Wake Up је осми званично објављен сингл америчке певачице Хилари Даф, али први са албума Most Wanted. Спот је премијерно приказан у популарној америчкој музичкој емисији Total Request Live. Песма је дебитовала 15. јула 2005. године. Три узастопна дана била је на првом месту. На листи се налазила 50 дана, све до 6. октобра 2005. године. Спот је снимљен у Торонту у Канади. У споту је приказана Хилари у дискотекама њених омиљених градова: Лондон, Њујорк, Париз и Токио.

## Списак песама
1. - 03:38
2. - 03:25

Британско издање
- CD1

- CD2